# Леон (царь Пеонии)
Леон (др.-греч. Λέων) — царь Пеонии, правивший в III веке до н. э.

## Биография
Возможно, Леон был сыном или близким родственником царя Авдолеонта.
Имя Леона упоминает Павсаний при описании медной головы бизона, принесенной царем Пеонии в дар крупнейшему общегреческому святилищу в Дельфах. Также обнаружены отчеканенные при Леоне монеты.
Леон вступил на престол вскоре после опустошения Пеонии в результате нашествия галлов в начале III века до н. э. Ему удалось восстановить разоренную страну.
Сыном и наследником Леона был Дропион.